# Medardo Mairena
Medardo Mairena Sequeira (Nueva Guinea, 1978) es un agricultor nicaragüense, fundador y coordinador del movimiento campesino. Mairena trabaja en el movimiento campesino anticanal desde 2013 y es un activo líder opositor, desde que estallaron las protestas nacionales a fines de abril de 2018, participando en el Diálogo Nacional entre manifestantes y el gobierno de Daniel Ortega, mediado por la Iglesia Católica. Dos meses más tarde se convirtió en uno de los numerosos disidentes detenidos y procesados por terrorismo; Mairena fue sentenciado a 261 años de prisión, cumpliendo un año antes de ser liberado bajo una Ley de Amnistía negociada.
En 2021, Mairena fue uno de las precandidatos de la oposición que buscaron desafiar a Ortega, quien se postuló para un quinto mandato en las elecciones generales de noviembre. El 5 de julio de 2021 volvió a ser detenido, siendo el sexto precandidato opositor y uno de los 24 opositores encarcelados desde principios de junio de 2021.

## Trayectoria
Mairena es originario de Nueva Guinea, Nicaragua, donde asistió a la escuela hasta primer año de secundario. Sus hermanos incluyen a los hermanos Gabriel y Alfredo. Medardo Mairena vive en Punta Gorda (cerca de Bluefields en la parte sur de la costa caribeña de Nicaragua) desde aproximadamente el año 2000. Allí posee 109 hectáreas (155 manzanas) de tierra en Punta Gorda, donde cultiva maíz, quiquisque y yuca, y se convirtió en un líder local en la comunidad de Atlanta. Proviene de una familia de liberales y se afilió al Partido Liberal Constitucionalista (PLC) cuando fue elegido como Consejo Regional del Caribe Sur (Bluefields).
Sin embargo, cuando Mairena se unió al movimiento campesino fue despojado de su afiliación partidaria. En 2013 se involucró en el movimiento campesino contra el canal, buscando derogar la Ley 840, que otorgaba una concesión de 100 años a un empresario chino para cavar un canal interoceánico en todo el país; la concesión expropió 50 km de tierra a cada lado de la ruta propuesta, lo que implicó el desplazamiento de decenas de miles de campesinos, muchos indígenas. Si bien Mairena inicialmente estaba emocionado por la perspectiva de que el canal pasara cerca de él, rápidamente se hizo evidente que podría perder su tierra. Comenzó a organizar, finalmente ayudó a organizar casi 100 marchas en oposición al canal y se convirtió en coordinador del movimiento. En 2018 su perfil nacional se elevó con su participación en el Diálogo Nacional en mayo de 2018, negociado por la Iglesia Católica luego de las protestas que comenzaron en abril y la posterior represión sangrienta por parte del gobierno de Daniel Ortega. Mairena es miembro de la Alianza Cívica por la Justicia y la Democracia en representación del movimiento campesino, y enfrentó a Ortega en la primera sesión diciendo: “Quiero que sepa, señor presidente, que son los campesinos los que están exigiendo justicia, porque hemos exigido justicia desde muchos escenarios y no hemos sido escuchados, nos hemos sumado a apoyar a los jóvenes, no tenemos armas, somos un cuerpo civil”.
El 13 de julio de 2018, mientras Mairena y su compañero líder campesino Pedro Joaquín Mena Amador se preparaban para viajar fuera del país, fueron detenidos y encarcelados. Mairena fue acusado de terrorismo, en particular de dirigir un ataque el 12 de julio en Morrito en el que murieron cuatro policías y un profesor; sin embargo, la cobertura de los medios mostró a Mairena asistiendo a una marcha en Managua ese día al igual que otros testigos, quienes dijeron que se estaba preparando para su viaje. Los medios gubernamentales informaron que las búsquedas en los dispositivos personales de los campesinos habían revelado un "gigantesco complot terrorista y golpista", pero en el juicio el experto en informática no pudo confirmar que se hubiera recuperado ninguna información incriminatoria. No obstante, Mairena fue sentenciado a 261 años y denunció haber sido torturado en prisión antes de ser liberado después de un año, en virtud de una ley de amnistía. Medios independientes señalaron que lo que Mairena tenía en común con otros condenados en los mismos términos era su prominencia como líder en su sector de la sociedad nicaragüense y como crítico del gobierno de turno.
En 2021 Mairena fue uno de las precandidatos de la oposición que buscaba desafiar al titular Daniel Ortega, ya que Ortega busca un quinto mandato como presidente en las elecciones generales de Nicaragua de 2021. Mairena fue arrestado nuevamente la noche del 5 de julio de 2021. Es el sexto precandidato en ser detenido y uno de aproximadamente dos docenas de líderes cívicos y opositores detenidos por el gobierno de Ortega desde principios de junio de 2021. Por ley, los ciudadanos investigados no pueden postularse para cargos públicos. Esa noche también fueron detenidos otros dos líderes campesinos, Mena y Freddy Alberto Navas López, y los líderes estudiantiles, Lesther Lenin Alemán Alfaro y Max Isaac Jerez Meza. Se les acusa de violaciones a la Ley 1055 , “realizando actos que atentan contra la independencia, soberanía y autodeterminación”. La controvertida ley, aprobada por la legislatura controlada por los sandinistas en diciembre de 2020, permite al gobierno arrestar a cualquiera que designe como “traidor a la patria”. Todos los detenidos han sido condenados a 90 días de prisión preventiva.